# Цыцув (гмина)
Цыцув (пол. Cyców) — сельская гмина (волость) в Польше, входит как административная единица в Ленчинский повет, Люблинское воеводство. Население — 7496 человек (на 2004 год).

## Соседние гмины
1. Гмина Людвин
2. Гмина Пухачув
3. Гмина Седлище
4. Гмина Уршулин
5. Гмина Вежбица